# Гуляев, Прокопий Васильевич
Прокопий Васильевич Гуляев (5 июня 1910, Чурапча, Якутская АССР — 15 ноября 1978, Армавир, Краснодарский край) — передовик производства, горняк, инструктор-забойщик шахты имени А. Косарева Алданского района Якутской АССР. Герой Социалистического Труда (1966). Депутат Верховного Совета СССР 3 созыва. Депутат Верховного Совета Якутской АССР.

## Биография
Родился 5 июня 1910 года в якутском селе Хордогой, Сунтарского района. В 1931 году по комсомольской путёвке вместе с группой односельчан прибыл на золотоносное Алданское месторождение. Работал в Ленинском районе (сегодня — Нюрбинский район) на приисках «Ленинский» и «Нижний Куранах» треста «Якутзолото». Позднее работал инструктором-забойщиком на шахте имени А. Косарева. Во время своей трудовой деятельности внедрял передовые технологии, что привело к увеличению добычи золота. За выдающиеся достижения в трудовой деятельности был удостоен в 1966 году звания Героя Социалистического Труда.
Избирался депутатом Верховного Совета Якутской АССР и депутатом Верховного Совета СССР (1950—1954).
В 1969 году вышел на пенсию. Скончался в 1978 году в городе Армавир.

## Награды
- Герой Социалистического Труда — указом Президиума Верховного Совета СССР от 20 мая 1966 года
- Орден Ленина
- Орден «Знак Почёта»
- Почётный гражданин села Чурапча и города Алдана.